# Линдауэр, Мартин
Мартин Линдауэр (Martin Lindauer; 19 декабря 1918, Бад-Кольгруб, Верхняя Бавария — 13 ноября 2008, Мюнхен) — немецкий учёный, этолог и бихевиорист, апиолог. Член Леопольдины (1959), иностранный член Национальной академии наук США (1976). Лауреат Magellanic Premium Американского философского общества (1980).

## Биография
Являлся самым младшим из пятнадцати детей в бедной крестьянской семье.
В апреле 1939 года призван на службу в гитлеровские войска, участник Второй мировой войны, в июле 1942 года был тяжело ранен на русском фронте.
В 1943 году в Мюнхене начал изучать биологию.
Весной 1945 года Линдауэр начинает работать над своей докторской с исследованием по медоносным пчёлам, под началом Карла фон Фриша, помощником которого он был ещё в 1938 году, и который привлёк его к своему знаменитому изучению языка танца пчёл. В 1950 году вместе с ним он поступил в Мюнхенский университет, где хабилитировался в 1955 году, с 1961 года — профессор.
С 1963 по 1973 год профессор зоологии Франкфуртского университета, а затем профессор Вюрцбургского университета, в 1976—1982 гг. его вице-президент. С 1987 года эмерит.
Член Академии наук и литературы в Майнце, Академии деи Линчеи, Американского философского общества и Американской академии искусств и наук, членкор Баварской АН.
Почётный доктор университетов Цюриха, Умео и Саарбрюккена.
Женат, дочь и два сына.